# Мелихов, Георгий Васильевич

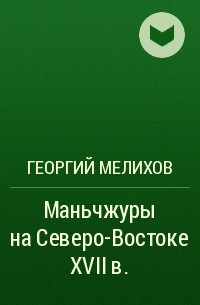
Маньчжуры на Северо-Востоке (XVII в)

Гео́ргий Васи́льевич Ме́лихов (14 июня 1930, Харбин, Особый район Восточных провинций — 28 августа 2019, Москва) — советский и российский историк, специалист по истории Китая.

## Биография
Родился в Харбине, в семье железнодорожника, строителя КВЖД. Учился в лицее Святого Николая, Харбинском политехническом институте на электромеханическом факультете (не окончил, студент — сент. 1948 — дек. 1949). По возвращении в СССР в 1955 г. работал на целине в Казахстане. В 1964 году окончил Институт восточных языков МГУ.
1949—1951 — преподаватель русского языка в Народном университете Китая (г. Пекин);
1951—1952 — преподаватель русского языка и переводчик на курсах русского языка в Главном управлении тыла Народной освободительной армии Китая;
1952—1955 — преподаватель русского языка в Пекинском государственном университете, по совместительству — учитель вечерней школы русского языка Министерства культуры КНР;
1955—1959 — внештатный переводчик ряда центральных издательств Москвы (Гослитиздат, Географгиз, Детгиз, Молодая гвардия);
1959—1970 — нтс, мнс Института китаеведения (Институт народов Азии АН СССР);
1970—1979 — снс Института мировой экономики и международных отношений АН СССР;
1979—2016 — снс, внс Института истории СССР АН СССР / Института Российской истории РАН.
Умер 28 августа 2019 года. Прах захоронен в колумбарии на Николо-Архангельском кладбище.

## Научная деятельность

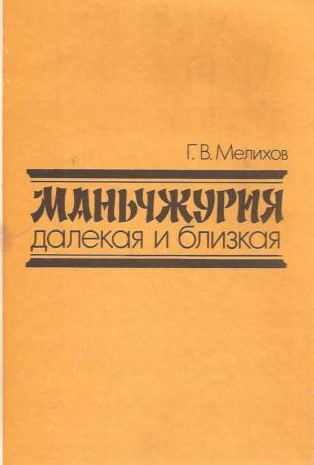
Маньчжурия далекая и близкая

Сферы научных интересов: история Маньчжурии и Приамурья в период империй Мин (1369—1644) и Цин (1644—1912), История Северо-Восточного Китая, русско-китайские отношения, история Китая, русская эмиграция в Китае. Всего опубликовано около 200 работ, в том числе 10 монографий. Участник научных конференций, в том числе, международных.
Диссертация кандидата исторических наук (1969): «К истории освоения Цинской империей периферии Северо-Восточного Китая: (1583—1689)». Диссертация доктора исторических наук (1988): «Россия и Цинская империя на Дальнем Востоке, 40-е — 80-е гг. XVII вв.» (1998, Институт истории СССР АН СССР, Москва).
Мелихов не только отобразил конкретные явления российской эмиграции в разные периоды исторической мысли, но и постарался ответить на ряд теоретических вопросов историографии. В его работах есть разнообразные жанры, такие как научно-популярный, жанр безыскусных воспоминаний, общественной жизни и т. д. По мнению китайского учёного Цюй С., «Георгий Васильевич старательно и ответственно занимался любимым делом и стал великолепным специалистом в этой отрасли. Он является историком по международным отношениям, по истории и культуре русской эмиграции в Китае, по российско-китайскому и советско-китайскому отношениям. Всё это благодаря его мудрости и упорству, все достижения Мелихова — результат начала его жизни и деятельности в Харбине».

## Избранные труды
- Маньчжуры на Северо-Востоке (XVII в) / АН СССР. Ин-т востоковедения. — М.: Наука, 1974. — 246 с.
- Маньчжурия далёкая и близкая. — М.: Наука, 1991. — 319 с.
  - То же. 2-е изд. — М.: Наука, 1994. — 317 с.
- Российская эмиграция в Китае (1917—1924 гг.) / Ин-т рос. истории Рос. акад. наук. — М.: ИРИ РАН, 1997. — 245 с.
- Китайские гастроли: неизвестные страницы из жизни Ф. И. Шаляпина и А. Н. Вертинского: к 100-летию Харбина. — Изд. 2-е, доп. — М.: ИРИ РАН, 1998. — 132 с.
- Белый Харбин. Середина 20-х. — М.: Русский путь, 2003. — 440 с.[9];
- Российская эмиграция в международных отношениях на Дальнем Востоке (1925—1932). — М.: Русский путь / Викмо, 2007. — 320 с.

### Статьи
- Русский Харбин: взаимовлияние и взаимопроникновение культур сопредельных стран // Дальний Восток России — Северо-Восток Китая: исторический опыт взаимодействия и перспективы сотрудничества. — Хабаровск, 1998. — С. 175—177;
- Русская «Нечаевская дивизия» в армии северных китайских милитаристов. (Формирование. Состав. Командование). 1924—1928 годы // Труды ИРИ РАН. Вып. 6 / Российская академия наук, Институт российской истории; отв. ред. А. Н. Сахаров. — М., 2006. — С. 120—139;
- Бюро по делам российских эмигрантов в Маньчжурской империи. (Домыслы и факты) // Труды ИРИ РАН. Выпуск 8 / Российская академия наук, Институт российской истории; отв. ред. А. Н. Сахаров, сост. Е. Н. Рудая. — М.: Наука, 2009. — С. 190—209.